# James Munro (Politiker)

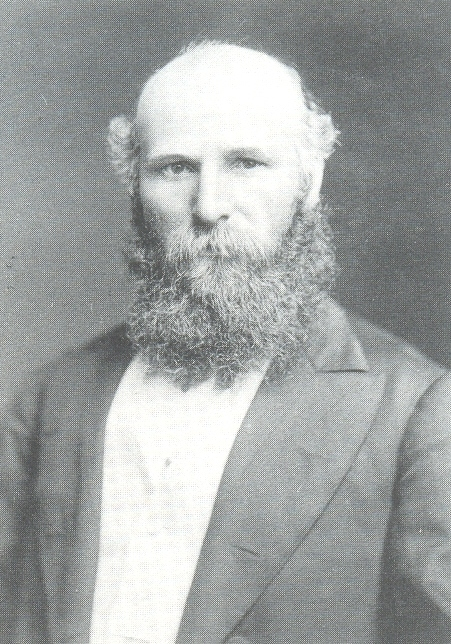
James Munro

James Munro (* 7. Januar 1832 in Glen Dubh, Sutherlandshire, Schottland; † 25. Februar 1908 wohl in Armadale, Victoria) war ein gelernter Drucker, australischer Kolonialpolitiker und 15. Premierminister des Staates Victoria.

## Leben
James Munro war der Sohn des Donald Munro und dessen Ehefrau Georgina. Nach dem Besuch einer Dorfschule ging er nach Edinburgh und arbeitete in einer Verlagsdruckerei. Im Dezember 1853 heiratete Munro Jane Macdonald, mit der er vier Söhne und drei Töchter hatte.
Im Jahr 1858 wanderte er mit seiner Familie in den australischen Staat Victoria aus, wo er eine Druckerei eröffnete. In den 1860er Jahren wechselte er ins Bankgeschäft und wurde außerdem Immobilienmakler. Im Jahr 1865 gründete er die „Victorian Permanent Building Society“, die er für 17 Jahre leitete. In den 1870er Jahren war er ein recht wohlhabender Mann und begann wie viele im beginnenden Boom im Grundstücksgeschäft zu spekulieren. Zusätzlich arbeitete er als Advokat und engagierte sich in der presbyterianischen Kirche.
Im Jahr 1874 wurde Munro für den Wahlkreis Nord-Melbourne in die Gesetzgebende Versammlung des Staates Victoria gewählt, 1877 zog er für den Wahlkreis Carlton (Victoria) ein, dann wieder 1881 bis 1883 für Nord-Melbourne. Im Jahr 1886 wurde er im Wahlkreis Geelong gewählt und hielt diesen Parlamentssitz bis 1892.
Am 5. November 1890 wurde er als 15. Premierminister Nachfolger von Duncan Gillies (1834–1903) und wurde nur 1½ Jahre später am 16. Februar 1892 von William Shiels (1848–1904) abgelöst.
Denn inzwischen hatten sich seine Unternehmen in den Grundstücksgeschäften erheblich verspekuliert und gerieten im Dezember 1891 in den Ruin. Im Februar 1892 bat der inzwischen hoch verschuldete Munro, deshalb aus seinem Amt als Premier ausscheiden und Victoria’s Generalagent in London werden zu dürfen, was ihm zugestanden wurde. Munro verließ umgehend das Land, worauf hin bei seinen zahlreichen Gläubigern, die in Munros Firmen ihr Geld verloren hatten, ein Sturm der Entrüstung einsetzte. Sein Nachfolger William Shiels berief ihn daraufhin sofort wieder aus London ab. Munro wurde nach seiner freiwilligen Rückkehr für bankrott erklärt und hinterließ persönliche Schulden in Höhe von 97.000 Pfund. Seine Firmen hatten 600.000 Pfund Schulden.
Munro ging als korruptester Politiker Victorias in die Geschichte des Landes ein. Seine geschäftlichen Praktiken waren zwar recht dubios, allerdings wurde niemals geklärt, ob Munro tatsächlich persönlich schuld war am Zusammenbruch seiner Firmen. Nach seiner Bankrotterklärung war er die folgenden Jahre in Armadale als Immobilienmakler tätig.